# Bocchoris inductalis
Bocchoris inductalis is een vlinder uit de familie van de grasmotten (Crambidae), uit de onderfamilie van de Spilomelinae. De wetenschappelijke naam van deze soort is voor het eerst voorgesteld als Botys inductalis door Francis Walker in een publicatie uit 1866.
De soort komt voor in Indonesië (Java).